# 统一马其顿

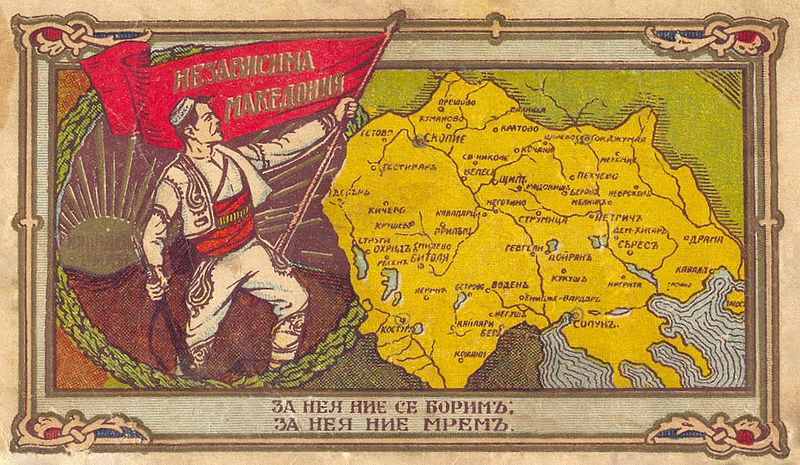
红色的部分是马其顿民族主义者构想的统一马其顿范围

统一马其顿 （Obedineta Makedonija）是一个马其顿人民族主义者所提出的民族统一主义概念。其目標是統一馬其頓地區。統一馬其頓這一主張認為，馬其頓地區全境都是斯拉夫系馬其頓人的故鄉，只是在1913年的第二次巴爾幹戰争被交戰國塞爾維亞、希臘和保加利亞根據布加勒斯特和約不當瓜分。統一馬其頓主張在馬其頓地區建立一個統一的國家，以目前希臘統治的索倫（Солун，Solun，指塞薩洛尼基）為首都。這一用語自1900年代初期開始使用，和巴爾幹共產主義聯邦構想有關。
目前馬其頓共和國政府撤回了其對鄰國的領土要求，也沒有支持統一馬其頓主義者的行動。然而這一概念在馬其頓民眾中有很高知名度。

## 概要
斯拉夫系馬其頓人將馬其頓分為如下地區。雖然並非只有斯拉夫系馬其頓人和其民族主義者這樣分區，然而這種分區會令希臘人和保加利亞人感到被冒犯。
瓦達河馬其頓（Вардарска Македонија、Vardarska Makedonija）相當于現在的馬其頓共和國
愛琴馬其頓（Егејска Македонија、Egejska Makedonija）相當于希臘共和國北部帶有「馬其頓」名稱的大區
匹林馬其頓（Пиринска Македонија、Pirinska Makedonija）保加利亞西南部布拉戈耶夫格勒州的通稱
馬拉普雷斯帕和戈洛博爾達大約相當于阿爾巴尼亞共和國東南部科赤區、波格拉德茨區、德佛爾區地區。有時也被認為是愛琴馬其頓的一部份。
戈拉和普羅霍爾-普奇尼亞分別指科索沃南部和塞爾維亞南部。有時被認為是發達河馬其頓的一部份。
統一馬其頓主張，馬其頓地區大多數的居民都是被壓制的斯拉夫系馬其頓人，他們居住的地區是馬其頓「未解放」的一部份。他們還認為，在保加利亞及阿爾巴尼亞的人口統計中，馬其頓人的數量比實際數量要少。
在阿爾巴尼亞的官方統計中，馬其頓人的人口數量有5,000人，而馬其頓人民族主義者則主張實際約有12萬-35萬人。在保加利亞，官方統計的馬其頓人人口有5,071人，馬其頓人民族主義者則聲稱有20萬人。
在希臘，認為自己是希臘人、保加利亞人或馬其頓人的斯拉夫系少數民族有10萬-20萬人（據希臘·赫爾辛基委員會），其中只有1萬-3萬人認為自己是馬其頓人。馬其頓人民族主義者則認為希臘的馬其頓人人口有80萬人。

## 歷史

### 20世紀前期

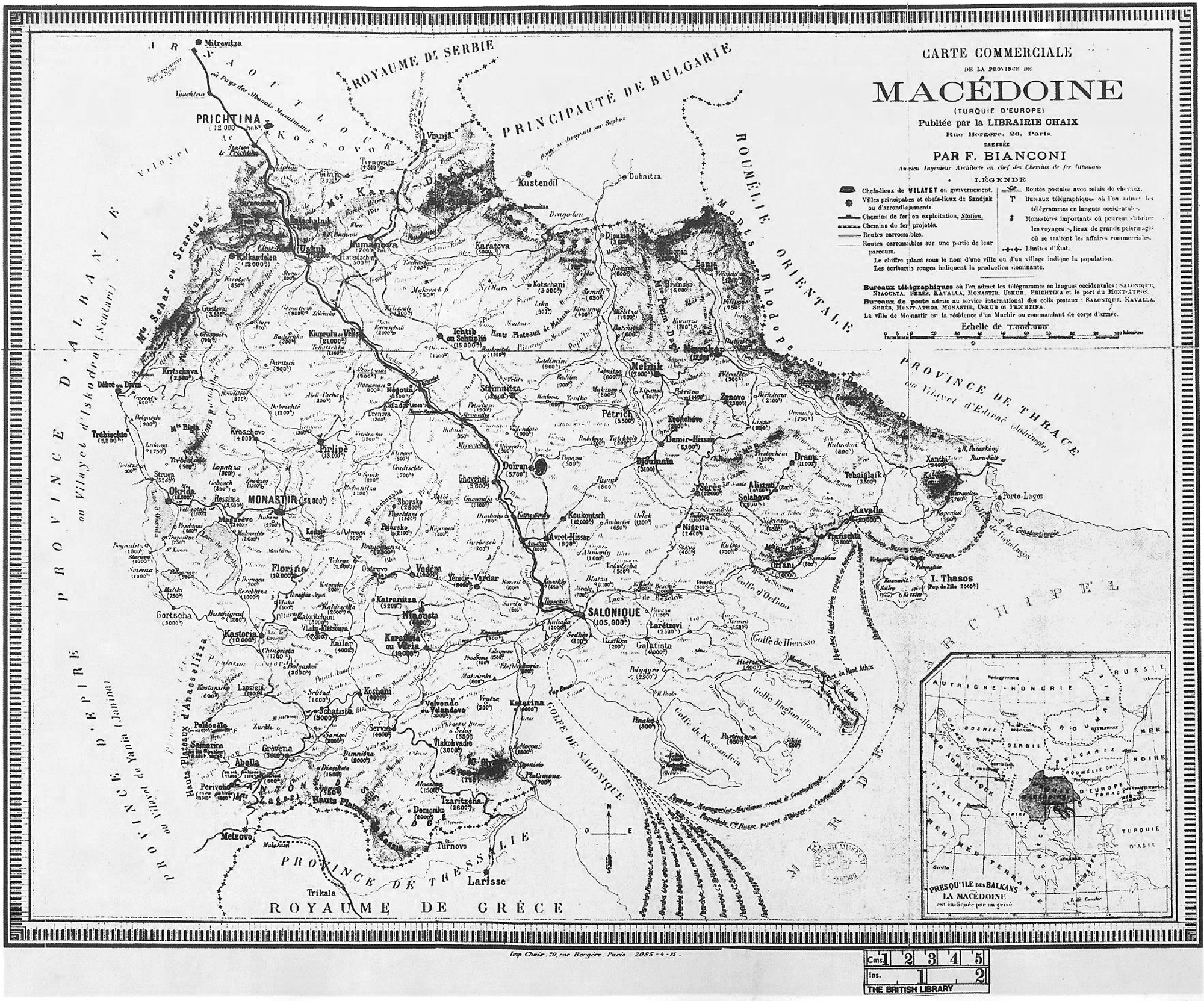
F.Bianconi于1885年製作的馬其頓地區全區地圖

這一概念的起源可追溯至1910年。第一次巴爾幹共產主義聯邦構想的主要綱領之一就是解決馬其頓問題，格奧爾基·季米特洛夫在1915年就稱要統一被三個國家分割的馬其頓，創建在巴爾幹民主主義聯邦的框架中擁有對等權利的馬其頓。
馬其頓內部革命組織的革命家也曾使用統一馬其頓的概念。1920年到1934年期間的馬其頓內部革命組織領導者托多爾·亞歷山德羅夫、亞歷山大·普羅托格羅夫、伊萬·米哈伊羅夫等人聲稱，統一馬其頓是解放被希臘及塞爾維亞佔領的馬其頓和馬其頓統一，建設所有馬其頓人民（保加利亞人、塞爾維亞人、希臘人、阿爾巴尼亞人等）的統一馬其頓國家的步驟。
在共產主義體制下統一馬其頓全境的想法隨著1948年希臘共產黨在希臘內戰中敗北以及鐵托統治的南斯拉夫和蘇聯及保加利亞分道揚鑣而變得不可能實現。

### 馬其頓獨立後
希臘懷疑馬其頓共和國在從南斯拉夫獨立前後曾正式支持過統一馬其頓主義。1991年11月17日通過的馬其頓共和國最初的憲法中，第47條有如下內容：
1. 共和國關心居住在鄰國的馬其頓人，以及被驅逐至國外的馬其頓人的地位和權利。共和國支持這些人文化的發展以及和共和國的關係。共和國不會侵害他國的主權，也不干涉內政問題。
2. 共和國關心共和國國民在國外的文化、經濟、社會權利。
希臘認為這是馬其頓為其干涉希臘的內政問題提供藉口的規定。
1995年9月13日，馬其頓共和國爲了結束希臘以領土問題等為由對馬其頓進行的經濟封鎖，和希臘達成了臨時協議。協議的內容規定，前南斯拉夫馬其頓共和國撤回對其鄰國全部的領土要求，統一馬其頓主義因此無法獲得任何官方支持。然而統一馬其頓的概念已經廣為人知，并得到馬其頓人民族主義者的擁護。
然而，統一馬其頓的概念在此之後仍然可以在馬其頓共和國的官方文書中見到，在學校使用的教科書和其他政府的官方發行物上也能看到統一馬其頓的觀點 。